# Oberviechtach
Oberviechtach è un comune tedesco di 4 974 abitanti, situato nel land della Baviera. È situato a 31 chilometri a sud-est di Weiden in der Oberpfalz, e a 27 km a nord-est di Schwandorf. È famosa per essere la città natale di Johann Andreas Eisenbarth. Il nome deriva dall'abete rosso (Fichte), che campeggia anche nello stemma del comune.
La prima menzione di Oberviechtach nei documenti risale al 1337.

## Geografia antropica

### Suddivisioni amministrative

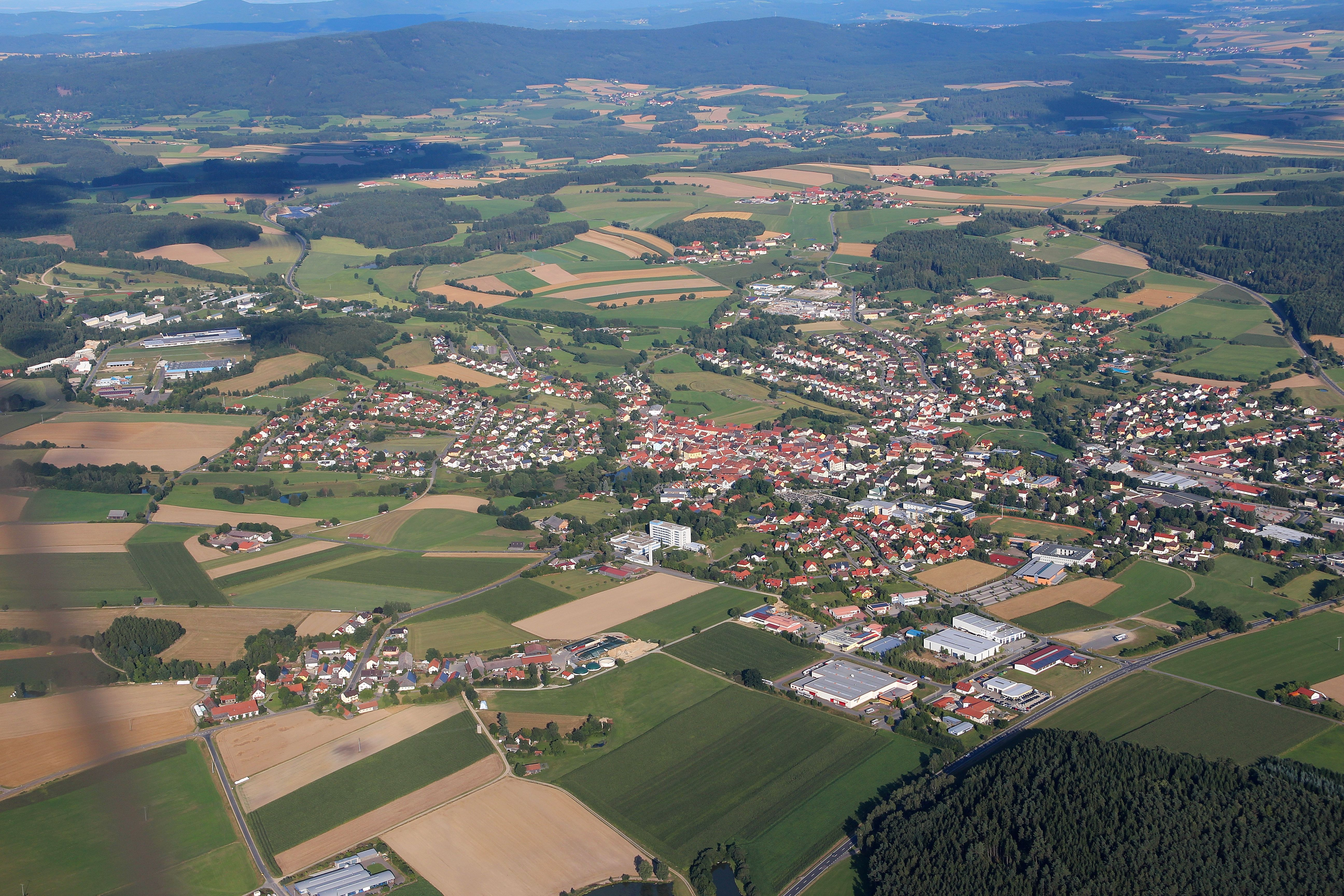
Veduta aerea di Oberviechtach

Il comune è suddiviso nelle seguenti frazioni (Ortsteile):
- Antelsdorf
- Bahnhof Lind
- Brandhäuser
- Bruderbügerl
- Brücklinghof
- Dietersdorf
- Eigelsberg
- Forst
- Gartenried
- Gartenriedermühle
- Gütting
- Hannamühle
- Herzoghof
- Hof
- Hornmühle
- Johannisberg
- Käfermühle
- Knaumühle
- Konatsried
- Kotzenhof Lind
- Lukahammer
- Mitterlangau
- Neumühle
- Niesaß
- Nunzenried
- Oberlangau
- Obermurach
- Oberviechtach
- Pirk
- Pirkhof
- Plechhammer
- Pullenried
- Schönthan
- Steinmühle
- Tannermühle
- Tressenried
- Unterlangau
- Weißbach
- Werneröd
- Wildeppenried
- Ziegelhäusl

## Gemellaggi e partenariati

### Gemellaggi
- Nabburg ( Germania)
- Hann. Münden ( Germania)
- Raschau-Markersbach ( Germania)
- Bronnyky (oblast' di Rivne) ( Ucraina)

### Partenariati
- Libourne ( Francia)
- Peilstein im Mühlviertel ( Austria)
- Poběžovice ( Rep. Ceca)
- Praga ( Rep. Ceca)
- Vipiteno ( Italia)